# Хайгары (приток Важинки)
Хайгары — река в России, протекает по Карелии. Устье реки находится в 103 км от устья Важинки по левому берегу. Длина реки — 16 км.

## Данные водного реестра
По данным государственного водного реестра России относится к Балтийскому бассейновому округу, водохозяйственный участок реки — Свирь без бассейна Онежского озера, речной подбассейн реки — Свирь (включая реки бассейна Онежского озера). Относится к речному бассейну реки Нева (включая бассейны рек Онежского и Ладожского озера).
Код объекта в государственном водном реестре — 01040100712102000012455.